# Astyochia nigrita
Astyochia nigrita là một loài bướm đêm trong họ Geometridae.